# 佐島群巳
佐島群巳（さしま ともみ、1929年 - 2021年）は、日本の教育者・教育学者。東京学芸大学・帝京短期大学名誉教授。

## 人物・来歴
岩手県江刺郡愛宕村生まれ。岩手県立岩谷堂農林学校、東京第二師範学校本科を経て、1953年東京学芸大学教育学部社会科甲類（地理学）卒業。公立小学校、東京学芸大学附属小金井小学校などで教師を務め、1974年東京学芸大学助教授、78年教授、98年名誉教授、1992年日本女子大学人間社会学部教授、1999年帝京短期大学教授、名誉教授、星槎大学非常勤講師。日本社会科教育学会顧問、日本生態系協会顧問、文部省「環境教育指導資料」（中学校・高等学校編）（小学校編）作成協力者。社会科教育。

## 著書
- 『講談社カラー科学大図鑑 C-5　利根川』1980.10
- 『講談社カラー科学大図鑑 C-6　富士山』 1981.1
- 『社会科授業づくりの基礎・基本』 (社会科教育全書) 明治図書出版, 1983.8
- 『感性と認識を育てる環境教育』教育出版, 1995.6
- 『環境マインドを育てる環境教育』教育出版, 1997.8
- 『環境教育入門 総合的学習に生かす』国土社, 1999.9
- 『環境教育の基礎・基本』国土社, 2002.6
- 『宮澤賢治の環境世界』国土社, 2014.3

### 共編著・監修
- 『社会科教師をめざす人のために』編著. 一ツ橋書店, 1978.6
- 『農業学習の新構想と展開』 (社会科教育全書) 編. 明治図書出版, 1979.10
- 『現代小学校学級担任事典 第5巻　社会科授業研究. 1・2・3学年』編 ぎょうせい, 1985.1
- 『現代小学校学級担任事典 第6巻　社会科授業研究. 4・5・6学年』編 ぎょうせい, 1985.2
- 『小学校社会科における社会認識を深める学習指導』長谷川正共編著. 東洋館出版社, 1986.10
- 『「環境を見つめる」学習と方法』 (新社会科授業の展開) 須田坦男共編. 教育出版, 1986.6
- 『「国際理解を目ざす」学習と方法』 (新社会科授業の展開) 有田和正共編. 教育出版, 1986.6
- 『「伝統をほり起こす」学習と方法』 (新社会科授業の展開) 次山信男共編. 教育出版, 1986.6
- 『小学校教育技術全書 3社会認識の育成をめざす社会科の授業』編著 ぎょうせい, 1989.12
- 『新訂小学校学習指導要領の解説と展開 Q&A 社会編』佐島群巳 [ほか]著. 教育出版, 1989.6
- 『「伝統と文化」に学ぶ社会科学習 地域に根ざした産業の教材開発』編著. 東洋館出版社, 1989.7
- 『課題に挑戦する体験学習の授業づくり』 (シリーズ子どもが生きる放送教育) 和田芳信共編著. ぎょうせい, 1991.3
- 『社会を見る目を育てる授業づくり』 (シリーズ子どもが生きる放送教育) 和田芳信共編著. ぎょうせい, 1991.3
- 『人間理解を深める授業づくり』 (シリーズ子どもが生きる放送教育) 和田芳信共編著. ぎょうせい, 1991.3
- 『生涯学習としての環境教育』 (地球化時代の環境教育) 小沢紀美子共編. 国土社, 1992.11
- 『新社会科授業論』編著. 教育出版, 1992.6
- 『学校の中での環境教育』 (地球化時代の環境教育) 山下宏文,堀内一男共編. 国土社, 1992.8
- 『環境問題と環境教育』 (地球化時代の環境教育) 編. 国土社, 1992.8
- 『世界の環境教育』 (地球化時代の環境教育) 中山和彦共編. 国土社, 1993.7
- 『環境教育ガイドブック』奥井智久共編著. 教育出版, 1994.6
- 『新学力と学習』武村重和,森一夫共編著. 三晃書房, 1995.2
- 『環境教育指導事典』木谷要治,小沢紀美子, 鈴木善次,木俣美樹男, 高橋明子共編. 国土社, 1996.9
- 『「環境」と「生命」を学ぶ 放送を生かした総合的学習』和田芳信共編. 日本放送教育協会, 1999.7
- 『生活環境の科学 環境保全への参加行動』横川洋子共編著. 学文社, 2000.3
- 『「資源・エネルギー・環境」学習の基礎・基本 21世紀に向けた環境教育』高山博之,山下宏文共編. 国土社, 2000.7
- 『生活科授業研究 新訂』 (教員養成基礎教養シリーズ) 奥井智久共編. 教育出版, 2001.5
- 『ゴミのゆくえ 見学でわかる!』 (小学生の環境見学シリーズ) 監修, 筑波君枝文, 割田富士男 写真. ポプラ社, 2002.4
- 『リサイクルのしくみ 見学でわかる!』 (小学生の環境見学シリーズ) 監修, 秋元真澄文, 竹内雄司 写真. ポプラ社, 2002.4
- 『水のよごれ 見学でわかる!』 (小学生の環境見学シリーズ) 監修, 村上辰行文, 市川成憲 写真. ポプラ社, 2002.4
- 『空気のよごれ 見学でわかる!』 (小学生の環境見学シリーズ) 監修, 秋元真澄文, 割田富士男 写真. ポプラ社, 2002.4
- 『自然のたいせつさ 見学でわかる!』 (小学生の環境見学シリーズ) 監修, 齋藤辰也文, 割田富士男 写真. ポプラ社, 2002.4
- 『食べものの安全 見学でわかる!』 (小学生の環境見学シリーズ) 監修, 九冨真理子文, 割田富士男 写真. ポプラ社, 2002.4
- 『エネルギーの未来 見学でわかる!』 (小学生の環境見学シリーズ) 監修, 齋藤辰也 文, 割田富士男 写真. ポプラ社, 2002.4
- 『エネルギー環境教育の学習用教材 生活科・総合的学習』高山博之, 山下宏文共編. 国土社, 2004.8
- 『教職論 教師をめざす人のために』黒岩純子共編著. 学文社, 2005.1
- 『エネルギー環境教育の理論と実践』高山博之, 山下宏文共編. 国土社, 2005.1
- 『教科学習におけるエネルギー環境教育の授業づくり』高山博之, 山下宏文共編. 国土社, 2009-10